# フアン・デ・アラティア
フアン・デ・アラティア（スペイン語: Juan de Arratia、ビルバオ、1502年頃 - ? ）は、16世紀スペインの船乗り。フェルディナンド・マゼランの世界周航に同乗し、スペインへの帰還を果たした18名のうちの一人である。
見習い水夫としてビクトリア号に乗船し、1522年9月7日、スペインに帰国した。

## マゼランの世界周航
マゼランの世界周航では5隻の船でスペインを出発し、最終的にビクトリア号1隻がスペインへの帰還を果たしたが、船を乗り換えることなく同一の船での初の世界周航を達成した人物は、フアン・デ・アラティアと、同じ見習い水夫のフアン・デ・スビレタの2名のみである。マゼランがフィリピンで死亡した後、船団の指揮を引き継いでスペインへの航海を指揮したフアン・セバスティアン・エルカーノは航海中に何度か船を乗り換えている。
また、最終的に1隻のみとなったビクトリア号でスペインに帰還した18名のうち、出発から帰還まで変わらずにビクトリア号に乗船した人物としても、生還者はフアン・デ・アラティアとフアン・デ・スビレタの2名のみだったと言える。